# Rodrigo de Eça
Rodrigo de Eça (c. 1460 - 1514) foi um nobre e militar português.

## Biografia
D. Rodrigo de Eça era filho primogénito de D. Pedro de Eça e de sua mulher Leonor Casco ou de Camões.
A 30 de Outubro de 1492, D. João II de Portugal doou a D. Rodrigo de Eça, Fidalgo da sua Casa, a Alcaidaria-Mor e o Senhorio da portagem e direitos de Moura.
A 23 de Maio de 1497, D. Rodrigo de Eça, Alcaide-Mor de Moura, teve confirmação da doação, em dias de sua vida, dos foros, direitos da portagem e da Judiaria da vila. Enumeram-se outros direitos, os quais deveria receber desde Janeiro de 1492. Apresenta inclusa Carta de D. João II, feita por Pero Lomelim, no Lavradio, a 30 de Novembro de 1492, com a doação, em consideração aos serviços de D. Pedro de Eça, pai do beneficiado e falecido ao tempo da doação, nas guerras com Castela e nas partes de África.
A 3 de Novembro de 1497, D. Rodrigo de Eça, Moço Fidalgo, filho de D. Pedro de Eça, apresentou uma Carta de D. Manuel I de Portugal, inserindo outra Carta de D. João II, na qual, em reconhecimento dos feitos de D. Pedro de Eça, se faz mercê a D. Rodrigo de Eça, seu filho maior, da portagem com todos os direitos da Mouraria e da Judiaria da vila de Moura e dos foros e casas, e da paçagem (sic) do celeiro e das menças (sic), dos terços dos dizimos. A Carta de D. Manuel I confirmou estas mercês e acrescentou o terço do pão dos celeiros das igrejas da dita vila, a pensão dos 5 Tabeliães e 12.784 reais de tença em satisfação da renda da Judiaria e da Mouraria da dita vila.
A 4 de Agosto de 1514, Sebastião Gonçalves, Escrivão do Almoxarifado de Moura, passou Certidão em como D. Rodrigo de Eça, Alcaide-Mor da dita vila, recebeu por Carta Geral, 12.725 reais em cada ano, em dias de sua vida.
Casou com D. Guiomar de Noronha, sem geração.